# Eleição federal na Alemanha em 2017
A eleição federal na Alemanha em 2017 realizou-se em 24 de setembro e serviram para eleger os membros para o Bundestag. O novo Bundestag elegeu o Chanceler, o Chefe de Governo do país, que devia receber o apoio da maioria absoluta de seus membros para formar um novo governo.
A aliança União Democrata Cristã e União Social Cristã (CDU/CSU), liderada por Angela Merkel, Chanceler desde 2005, manteve uma liderança de dois dígitos sobre o Partido Social-Democrata (SPD) em pesquisas de opinião desde a eleição de 2013, excepto num curto período no início de 2017, após a eleição de Martin Schulz como líder do SPD.

## Situação política
Na eleição federal anterior, em 2013, o governo incumbente- composto pela União Democrata Cristã (CDU), a União Social Cristã (CSU, o partido irmão da Baviera da CDU) e o Partido Democrático Liberal (FDP) - não conseguiram manter a maioria parlamentar. O FDP não obteve mais de 5% do voto, e assim, não elegendo deputados para o Bundestag pela primeira vez em sua história. Em contraste, a CDU / CSU obteve seu melhor resultado desde 1990, com quase 42% dos votos e falhando por pouco a maioria absoluta parlamentar. A CDU / CSU negociou com sucesso com os social-democratas (SPD) para formar uma grande coligação pela terceira vez.

## Partidos
Os principais partidos a concorreram a estas eleições são os seguintes:
| Partido | Partido                     | Partido                               | Ideologia                                  | Espectro                  | Líder                               |
| ------- | --------------------------- | ------------------------------------- | ------------------------------------------ | ------------------------- | ----------------------------------- |
|         |                             | União Democrata-Cristã                | Democracia cristã, Conservadorismo liberal | Centro-direita            | Angela Merkel                       |
|         | União Social-Cristã         | Conservadorismo liberal, Regionalismo | Centro-direita                             | Joachim Herrmann          |                                     |
| CDU/CSU | CDU/CSU                     | Democracia cristã, Conservadorismo    | Centro-direita                             | Angela Merkel             |                                     |
|         | Partido Social-Democrata    | Partido Social-Democrata              | Social-democracia                          | Centro-esquerda           | Martin Schulz                       |
|         | A Esquerda                  | A Esquerda                            | Socialismo, Populismo de esquerda          | Esquerda/Extrema-esquerda | Dietmar Bartsch / Sahra Wagenknecht |
|         | Aliança 90/Os Verdes        | Aliança 90/Os Verdes                  | Ecologismo, Social liberalismo             | Centro-esquerda           | Cem Özdemir / Katrin Göring-Eckardt |
|         | Partido Democrático Liberal | Partido Democrático Liberal           | Liberalismo, Liberalismo clássico          | Centro                    | Christian Lindner                   |
|         | Alternativa para a Alemanha | Alternativa para a Alemanha           | Nacionalismo alemão, Populismo de direita  | Direita/Extrema-direita   | Alexander Gauland / Alice Weidel    |

## Resultados Oficiais

### Método Proporcional (Lista)
| Partido                     | Partido                     | Partido                     | Lista de Partido | Lista de Partido | Lista de Partido | Lista de Partido | Lista de Partido |
| Partido                     | Partido                     | Partido                     | Votos            | %                | +/-              | Deputados        | +/-              |
| --------------------------- | --------------------------- | --------------------------- | ---------------- | ---------------- | ---------------- | ---------------- | ---------------- |
|                             |                             | União Democrata-Cristã      | 12 445 832       | 26,76 / 100,00   | 7,37             | 15 / 410         | 49               |
|                             | União Social-Cristã         | 2 869 744                   | 6,17 / 100,00    | 1,25             | 0 / 410          | 11               |                  |
| A União                     | A União                     | 15 315 576                  | 32,93 / 100,00   | 8,62             | 15 / 410         | 60               |                  |
|                             | Partido Social-Democrata    | Partido Social-Democrata    | 9 538 367        | 20,51 / 100,00   | 5,22             | 94 / 410         | 41               |
|                             | Alternativa para a Alemanha | Alternativa para a Alemanha | 5 877 094        | 12,64 / 100,00   | 7,94             | 91 / 410         | 91               |
|                             | Partido Democrático Liberal | Partido Democrático Liberal | 4 997 178        | 10,75 / 100,00   | 5,99             | 80 / 410         | 80               |
|                             | A Esquerda                  | A Esquerda                  | 4 296 762        | 9,24 / 100,00    | 0,65             | 64 / 410         | 4                |
|                             | Aliança 90/Os Verdes        | Aliança 90/Os Verdes        | 4 157 564        | 8,94 / 100,00    | 0,49             | 66 / 410         | 4                |
| Barreira Eleitoral de 5,00% |                             |                             |                  |                  |                  |                  |                  |
|                             | Eleitores Livres            | Eleitores Livres            | 463 052          | 1,00 / 100,00    | 0,03             | 0 / 410          | Estável          |
|                             | Outros (com menos de 1,00%) | Outros (com menos de 1,00%) | 1 862 241        | 4,00 / 100,00    |                  | 0 / 410          |                  |
| Votos Inválidos             | Votos Inválidos             | Votos Inválidos             | 466 942          |                  |                  |                  |                  |
| Total                       | Total                       | Total                       | 46 973 799       | 100,00 / 100,00  |                  | 410 / 410        | 78               |
| Eleitorado/Participação     | Eleitorado/Participação     | Eleitorado/Participação     | 61 675 529       | 76,15 / 100,00   | 4,62             |                  |                  |
| Fonte                       | Fonte                       | Fonte                       | [ 6 ]            | [ 6 ]            | [ 6 ]            | [ 6 ]            | [ 6 ]            |

### Método Uninominal (Distrito)
| Partido                 | Partido                     | Partido                     | Distrito Eleitoral | Distrito Eleitoral | Distrito Eleitoral | Distrito Eleitoral | Distrito Eleitoral |
| Partido                 | Partido                     | Partido                     | Votos              | %                  | +/-                | Deputados          | +/-                |
| ----------------------- | --------------------------- | --------------------------- | ------------------ | ------------------ | ------------------ | ------------------ | ------------------ |
|                         |                             | União Democrata-Cristã      | 14 027 804         | 30,25 / 100,00     | 6,96               | 185 / 299          | 6                  |
|                         | União Social-Cristã         | 3 255 604                   | 7,02 / 100,00      | 1,10               | 46 / 299           | 1                  |                    |
| A União                 | A União                     | 17 283 408                  | 37,27 / 100,00     | 8,06               | 231 / 299          | 5                  |                    |
|                         | Partido Social-Democrata    | Partido Social-Democrata    | 11 426 613         | 24,64 / 100,00     | 4,80               | 59 / 299           | 1                  |
|                         | Alternativa para a Alemanha | Alternativa para a Alemanha | 5 316 095          | 11,46 / 100,00     | 9,60               | 3 / 299            | 3                  |
|                         | A Esquerda                  | A Esquerda                  | 3 966 035          | 8,55 / 100,00      | 0,33               | 5 / 299            | 1                  |
|                         | Aliança 90/Os Verdes        | Aliança 90/Os Verdes        | 3 717 436          | 8,01 / 100,00      | 0,72               | 1 / 299            | Estável            |
|                         | Partido Democrático Liberal | Partido Democrático Liberal | 3 248 745          | 7,00 / 100,00      | 4,64               | 0 / 299            | Estável            |
|                         | Eleitores Livres            | Eleitores Livres            | 589 116            | 1,27 / 100,00      | 0,28               | 0 / 299            | Estável            |
|                         | Outros (com menos de 1,00%) | Outros (com menos de 1,00%) | 833 794            | 1,80 / 100,00      |                    | 0 / 299            |                    |
| Votos Inválidos         | Votos Inválidos             | Votos Inválidos             | 593 161            |                    |                    |                    |                    |
| Total                   | Total                       | Total                       | 46 973 799         | 100,00 / 100,00    |                    | 299 / 299          |                    |
| Eleitorado/Participação | Eleitorado/Participação     | Eleitorado/Participação     | 61 675 529         | 76,15 / 100,00     | 4,62               |                    |                    |
| Fonte                   | Fonte                       | Fonte                       | [ 6 ]              | [ 6 ]              | [ 6 ]              | [ 6 ]              | [ 6 ]              |

### Total de Deputados
| Partido | Partido                     | Partido                     | Distrito Eleitoral | Distrito Eleitoral | Lista de Partido | Lista de Partido | Total     | Total   |
| Partido | Partido                     | Partido                     | Deputados          | +/-                | Deputados        | +/-              | Deputados | +/-     |
| ------- | --------------------------- | --------------------------- | ------------------ | ------------------ | ---------------- | ---------------- | --------- | ------- |
|         |                             | União Democrata-Cristã      | 185 / 299          | 6                  | 15 / 410         | 49               | 200 / 709 | 55      |
|         | União Social-Cristã         | 46 / 299                    | 1                  | 0 / 410            | 11               | 46 / 709         | 10        |         |
| A União | A União                     | 231 / 299                   | 5                  | 15 / 410           | 60               | 246 / 709        | 65        |         |
|         | Partido Social-Democrata    | Partido Social-Democrata    | 59 / 299           | 1                  | 94 / 410         | 41               | 153 / 709 | 40      |
|         | Alternativa para a Alemanha | Alternativa para a Alemanha | 3 / 299            | 3                  | 91 / 410         | 91               | 94 / 709  | 94      |
|         | Partido Democrático Liberal | Partido Democrático Liberal | 0 / 299            | Estável            | 80 / 410         | 80               | 80 / 709  | 80      |
|         | A Esquerda                  | A Esquerda                  | 5 / 299            | 1                  | 64 / 410         | 4                | 69 / 709  | 5       |
|         | Aliança 90/Os Verdes        | Aliança 90/Os Verdes        | 1 / 299            | Estável            | 66 / 410         | 4                | 67 / 709  | 4       |
|         | Eleitores Livres            | Eleitores Livres            | 0 / 299            | Estável            | 0 / 410          | Estável          | 0 / 709   | Estável |
|         | Outros (com menos de 1,00%) | Outros (com menos de 1,00%) | 0 / 299            |                    | 0 / 410          |                  | 0 / 709   |         |
| Total   | Total                       | Total                       | 299 / 299          |                    | 410 / 410        | 78               | 709 / 709 | 78      |
| Fonte   | Fonte                       | Fonte                       | [ 6 ]              | [ 6 ]              | [ 6 ]            | [ 6 ]            | [ 6 ]     | [ 6 ]   |

| ↓         |     |       |         |     |     |
| DIE LINKE | SPD | GRÜNE | CDU/CSU | FDP | AfD |
| 69        | 153 | 67    | 246     | 80  | 94  |

## Resultados por Estado Federal
A tabela de resultados apresentada refere-se aos votos obtidos na lista de partido e, apenas, refere-se a partidos que elegeram deputados:
| Estado                           | %       | D       | %    | D   | %    | D   | %    | D   | %     | D     | %    | D   | Votantes   |
| Estado                           | CDU CSU | CDU CSU | SPD  | SPD | AFD  | AFD | FDP  | FDP | LINKE | LINKE | GRÜ  | GRÜ | Votantes   |
| -------------------------------- | ------- | ------- | ---- | --- | ---- | --- | ---- | --- | ----- | ----- | ---- | --- | ---------- |
| Estado                           |         |         |      |     |      |     |      |     |       |       |      |     | Votantes   |
| Baden-Württemberg                | 34,4    | 38      | 16,4 | 16  | 12,2 | 11  | 12,7 | 12  | 6,4   | 6     | 13,5 | 13  | 6 052 863  |
| Baixa Saxônia                    | 34,9    | 21      | 27,4 | 20  | 9,1  | 7   | 9,3  | 7   | 6,9   | 5     | 8,7  | 6   | 4 680 872  |
| Baviera                          | 38,8    | 46      | 15,3 | 18  | 12,4 | 14  | 10,2 | 12  | 6,1   | 7     | 9,8  | 11  | 7 440 889  |
| Berlim                           | 22,7    | 6       | 17,9 | 5   | 12,0 | 4   | 8,9  | 3   | 18,8  | 6     | 12,6 | 4   | 1 893 386  |
| Brandemburgo                     | 26,7    | 9       | 17,6 | 4   | 20,2 | 5   | 7,1  | 2   | 17,2  | 4     | 5,0  | 1   | 1 512 246  |
| Bremen                           | 25,0    | 1       | 26,8 | 2   | 10,0 | 1   | 9,3  | -   | 13,5  | 1     | 11,0 | 1   | 335 380    |
| Hamburgo                         | 27,2    | 4       | 23,5 | 5   | 7,8  | 1   | 10,8 | 2   | 12,2  | 2     | 13,9 | 2   | 984 382    |
| Hesse                            | 30,9    | 17      | 23,5 | 12  | 11,9 | 6   | 11,6 | 6   | 8,1   | 4     | 9,7  | 5   | 3 395 511  |
| Mecklemburgo-Pomerânia Ocidental | 33,1    | 6       | 15,1 | 2   | 18,6 | 3   | 6,2  | 1   | 17,8  | 3     | 4,3  | 1   | 938 648    |
| Renânia do Norte-Vestfália       | 32,6    | 42      | 26,0 | 41  | 9,4  | 15  | 13,1 | 20  | 7,5   | 12    | 7,6  | 12  | 9 939 403  |
| Renânia-Palatinado               | 35,9    | 14      | 24,2 | 9   | 11,2 | 4   | 10,4 | 4   | 6,8   | 3     | 7,6  | 3   | 2 392 171  |
| Sarre                            | 32,4    | 3       | 27,2 | 3   | 10,1 | 1   | 7,6  | 1   | 12,9  | 1     | 6,0  | 1   | 595 341    |
| Saxônia                          | 26,9    | 12      | 10,5 | 4   | 27,0 | 11  | 8,2  | 3   | 16,1  | 6     | 4,6  | 2   | 2 509 779  |
| Saxônia-Anhalt                   | 30,3    | 9       | 15,2 | 3   | 19,6 | 4   | 7,8  | 2   | 17,8  | 4     | 3,7  | 1   | 1 263 412  |
| Schleswig-Holstein               | 34,0    | 10      | 23,3 | 6   | 8,2  | 2   | 12,6 | 3   | 7,3   | 2     | 12,0 | 3   | 1 727 460  |
| Turíngia                         | 28,8    | 8       | 13,2 | 3   | 22,7 | 5   | 7,8  | 2   | 16,9  | 3     | 4,1  | 1   | 1 312 056  |
| Alemanha                         | 32,9    | 246     | 20,5 | 153 | 12,6 | 94  | 10,7 | 80  | 9,2   | 69    | 8,9  | 67  | 46 973 799 |

### Baden-Württemberg
| Partido                 | Partido                     | Distrito Eleitoral | Distrito Eleitoral | Distrito Eleitoral | Lista de Partido | Lista de Partido | Lista de Partido | Deputados | +/- |
| Partido                 | Partido                     | Votos              | %                  | +/-                | Votos            | %                | +/-              | Deputados | +/- |
| ----------------------- | --------------------------- | ------------------ | ------------------ | ------------------ | ---------------- | ---------------- | ---------------- | --------- | --- |
|                         | União Democrata-Cristã      | 2 349 486          | 39,3 / 100,0       | 11,8               | 2 061 444        | 34,4 / 100,0     | 11,3             | 38 / 96   | 5   |
|                         | Partido Social-Democrata    | 1 166 404          | 19,5 / 100,0       | 4,2                | 982 182          | 16,4 / 100,0     | 4,2              | 16 / 96   | 4   |
|                         | Aliança 90/Os Verdes        | 801 603            | 13,4 / 100,0       | 2,5                | 806 960          | 13,5 / 100,0     | 2,5              | 13 / 96   | 3   |
|                         | Partido Democrático Liberal | 517 474            | 8,7 / 100,0        | 5,8                | 761 695          | 12,7 / 100,0     | 6,5              | 12 / 96   | 12  |
|                         | Alternativa para a Alemanha | 689 893            | 11,5 / 100,0       | 9,1                | 730 265          | 12,2 / 100,0     | 7,0              | 11 / 96   | 11  |
|                         | A Esquerda                  | 324 915            | 5,4 / 100,0        | 1,2                | 380 557          | 6,4 / 100,0      | 1,6              | 6 / 96    | 1   |
|                         | Outros                      | 131 778            | 2,0 / 100,0        |                    | 268 253          | 4,4 / 100,0      |                  | 0 / 96    |     |
| Votos Inválidos         | Votos Inválidos             | 71 310             | 1,2 / 100,0        | 0,3                | 61 507           | 1,0 / 100,0      | 0,2              |           |     |
| Total                   | Total                       | 6 052 863          | 100,0 / 100,0      |                    | 6 052 863        | 100,0 / 100,0    |                  | 96 / 96   | 18  |
| Eleitorado/Participação | Eleitorado/Participação     | 7 732 570          | 7 732 570          | 7 732 570          | 7 732 570        | 78,3 / 100,0     | 4,0              |           |     |

### Baixa Saxônia
| Partido                 | Partido                     | Distrito Eleitoral | Distrito Eleitoral | Distrito Eleitoral | Lista de Partido | Lista de Partido | Lista de Partido | Deputados | +/-     |
| Partido                 | Partido                     | Votos              | %                  | +/-                | Votos            | %                | +/-              | Deputados | +/-     |
| ----------------------- | --------------------------- | ------------------ | ------------------ | ------------------ | ---------------- | ---------------- | ---------------- | --------- | ------- |
|                         | União Democrata-Cristã      | 1 776 995          | 38,3 / 100,0       | 5,6                | 1 622 931        | 34,9 / 100,0     | 6,2              | 21 / 66   | 10      |
|                         | Partido Social-Democrata    | 1 556 757          | 33,6 / 100,0       | 4,7                | 1 274 919        | 27,4 / 100,0     | 5,7              | 20 / 66   | 5       |
|                         | Partido Democrático Liberal | 264 773            | 5,7 / 100,0        | 3,8                | 431 369          | 9,3 / 100,0      | 5,1              | 7 / 66    | 7       |
|                         | Alternativa para a Alemanha | 369 534            | 8,0 / 100,0        | 6,1                | 422 275          | 9,1 / 100,0      | 5,4              | 7 / 66    | 7       |
|                         | Aliança 90/Os Verdes        | 334 568            | 7,2 / 100,0        | 0,4                | 404 752          | 8,7 / 100,0      | 0,1              | 6 / 66    | Estável |
|                         | A Esquerda                  | 272 929            | 5,9 / 100,0        | 1,6                | 322 820          | 6,9 / 100,0      | 1,9              | 5 / 66    | 1       |
|                         | Outros                      | 58 447             | 1,2 / 100,0        |                    | 166 660          | 3,6 / 100,0      |                  | 0 / 66    |         |
| Votos Inválidos         | Votos Inválidos             | 46 869             | 1,0 / 100,0        | 0,2                | 35 146           | 0,8 / 100,0      | 0,2              |           |         |
| Total                   | Total                       | 4 680 872          | 100,0 / 100,0      |                    | 4 680 872        | 100,0 / 100,0    |                  | 66 / 66   |         |
| Eleitorado/Participação | Eleitorado/Participação     | 6 124 125          | 6 124 125          | 6 124 125          | 6 124 125        | 76,4 / 100,0     | 3,0              |           |         |

### Baviera
| Partido                 | Partido                       | Distrito Eleitoral | Distrito Eleitoral | Distrito Eleitoral | Lista de Partido | Lista de Partido | Lista de Partido | Deputados | +/-     |
| Partido                 | Partido                       | Votos              | %                  | +/-                | Votos            | %                | +/-              | Deputados | +/-     |
| ----------------------- | ----------------------------- | ------------------ | ------------------ | ------------------ | ---------------- | ---------------- | ---------------- | --------- | ------- |
|                         | União Social-Cristã           | 3 255 604          | 44,2 / 100,0       | 9,7                | 2 869 744        | 38,8 / 100,0     | 10,5             | 46 / 108  | 10      |
|                         | Partido Social-Democrata      | 1 336 177          | 18,1 / 100,0       | 3,9                | 1 130 747        | 15,3 / 100,0     | 4,7              | 18 / 108  | 4       |
|                         | Alternativa para a Alemanha   | 772 824            | 10,5 / 100,0       | 8,3                | 916 164          | 12,4 / 100,0     | 8,1              | 14 / 108  | 14      |
|                         | Partido Democrático Liberal   | 477 934            | 6,5 / 100,0        | 3,7                | 751 028          | 10,2 / 100,0     | 5,1              | 12 / 108  | 12      |
|                         | Aliança 90/Os Verdes          | 661 502            | 9,0 / 100,0        | 1,3                | 721 968          | 9,8 / 100,0      | 1,4              | 11 / 108  | 2       |
|                         | A Esquerda                    | 384 422            | 5,2 / 100,0        | 1,8                | 450 829          | 6,1 / 100,0      | 2,3              | 7 / 108   | 3       |
|                         | Eleitores Livres              | 250 148            | 3,4 / 100,0        | 0,5                | 199 188          | 2,7 / 100,0      | Estável          | 0 / 108   | Estável |
|                         | Partido Democrático Ecológico | 119 031            | 1,6 / 100,0        | 0,3                | 66 763           | 0,9 / 100,0      | 0,1              | 0 / 108   | Estável |
|                         | Outros                        | 113 331            | 1,4 / 100,0        |                    | 273 321          | 3,9 / 100,0      |                  | 0 / 108   |         |
| Votos Inválidos         | Votos Inválidos               | 69 916             | 0,9 / 100,0        | Estável            | 48 465           | 0,7 / 100,0      | 0,1              |           |         |
| Total                   | Total                         | 7 440 889          | 100,0 / 100,0      |                    | 7 440 889        | 100,0 / 100,0    |                  | 108 / 108 | 17      |
| Eleitorado/Participação | Eleitorado/Participação       | 9 519 914          | 9 519 914          | 9 519 914          | 9 519 914        | 78,2 / 100,0     | 8,2              |           |         |

### Berlim
| Partido                 | Partido                      | Distrito Eleitoral | Distrito Eleitoral | Distrito Eleitoral | Lista de Partido | Lista de Partido | Lista de Partido | Deputados | +/-     |
| Partido                 | Partido                      | Votos              | %                  | +/-                | Votos            | %                | +/-              | Deputados | +/-     |
| ----------------------- | ---------------------------- | ------------------ | ------------------ | ------------------ | ---------------- | ---------------- | ---------------- | --------- | ------- |
|                         | União Democrata-Cristã       | 460 240            | 24,7 / 100,0       | 5,3                | 424 345          | 22,7 / 100,0     | 5,8              | 6 / 28    | 3       |
|                         | A Esquerda                   | 377 341            | 20,2 / 100,0       | 1,5                | 350 959          | 18,8 / 100,0     | 0,3              | 6 / 28    | Estável |
|                         | Partido Social-Democrata     | 391 435            | 21,0 / 100,0       | 4,5                | 334 085          | 17,9 / 100,0     | 6,7              | 5 / 28    | 3       |
|                         | Aliança 90/Os Verdes         | 230 980            | 12,4 / 100,0       | 1,2                | 235 141          | 12,6 / 100,0     | 0,3              | 4 / 28    | Estável |
|                         | Alternativa para a Alemanha  | 212 089            | 11,4 / 100,0       | 7,6                | 224 957          | 12,0 / 100,0     | 7,1              | 4 / 28    | 4       |
|                         | Partido Democrático Liberal  | 104 688            | 5,6 / 100,0        | 4,2                | 166 755          | 8,9 / 100,0      | 5,3              | 3 / 28    | 3       |
|                         | O Partido                    | 53 389             | 2,9 / 100,0        | 2,0                | 38 890           | 2,1 / 100,0      | 1,1              | 0 / 28    | Estável |
|                         | Partido dos Direitos Animais |                    |                    |                    | 25 141           | 1,3 / 100,0      | -                | 0 / 28    | -       |
|                         | Outros                       | 34 339             | 1,7 / 100,0        |                    | 67 568           | 3,7 / 100,0      |                  | 0 / 28    |         |
| Votos Inválidos         | Votos Inválidos              | 28 885             | 1,5 / 100,0        | 0,1                | 25 545           | 1,3 / 100,0      | 0,2              |           |         |
| Total                   | Total                        | 1 893 386          | 100,0 / 100,0      |                    | 1 893 386        | 100,0 / 100,0    |                  | 28 / 28   | 1       |
| Eleitorado/Participação | Eleitorado/Participação      | 2 503 053          | 2 503 053          | 2 503 053          | 2 503 053        | 75,6 / 100,0     | 3,1              |           |         |

### Brandemburgo
| Partido                 | Partido                      | Distrito Eleitoral | Distrito Eleitoral | Distrito Eleitoral | Lista de Partido | Lista de Partido | Lista de Partido | Deputados | +/-     |
| Partido                 | Partido                      | Votos              | %                  | +/-                | Votos            | %                | +/-              | Deputados | +/-     |
| ----------------------- | ---------------------------- | ------------------ | ------------------ | ------------------ | ---------------- | ---------------- | ---------------- | --------- | ------- |
|                         | União Democrata-Cristã       | 432 172            | 29,0 / 100,0       | 6,6                | 397 844          | 26,7 / 100,0     | 8,1              | 9 / 25    | Estável |
|                         | Alternativa para a Alemanha  | 289 198            | 19,4 / 100,0       | 19,4               | 301 082          | 20,2 / 100,0     | 14,2             | 5 / 25    | 5       |
|                         | Partido Social-Democrata     | 304 856            | 20,5 / 100,0       | 6,1                | 261 785          | 17,6 / 100,0     | 5,5              | 4 / 25    | 1       |
|                         | A Esquerda                   | 256 478            | 17,2 / 100,0       | 6,7                | 255 715          | 17,2 / 100,0     | 5,2              | 4 / 25    | 1       |
|                         | Partido Democrático Liberal  | 75 735             | 5,1 / 100,0        | 3,6                | 105 460          | 7,1 / 100,0      | 4,6              | 2 / 25    | 2       |
|                         | Aliança 90/Os Verdes         | 67 245             | 4,5 / 100,0        | 0,6                | 74 961           | 5,0 / 100,0      | 0,3              | 1 / 25    | Estável |
|                         | Partido dos Direitos Animais |                    |                    |                    | 26 258           | 1,8 / 100,0      | -                | 0 / 25    | -       |
|                         | O Partido                    | 17 369             | 1,2 / 100,0        | -                  | 19 478           | 1,3 / 100,0      | -                | 0 / 25    | -       |
|                         | Eleitores Livres             | 28 549             | 1,9 / 100,0        | 1,2                | 17 749           | 1,2 / 100,0      | 0,2              | 0 / 25    | Estável |
|                         | Outros                       | 16 730             | 1,1 / 100,0        |                    | 30 427           | 2,1 / 100,0      |                  | 0 / 25    |         |
| Votos Inválidos         | Votos Inválidos              | 23 914             | 1,6 / 100,0        | Baixa              | 21 487           | 1,4 / 100,0      |                  |           |         |
| Total                   | Total                        | 1 512 246          | 100,0 / 100,0      |                    | 1 512 246        | 100,0 / 100,0    |                  | 25 / 25   | 5       |
| Eleitorado/Participação | Eleitorado/Participação      | 2 051 507          | 2 051 507          | 2 051 507          | 2 051 507        | 73,7 / 100,0     | 5,3              |           |         |

### Bremen
| Partido                 | Partido                     | Distrito Eleitoral | Distrito Eleitoral | Distrito Eleitoral | Lista de Partido | Lista de Partido | Lista de Partido | Deputados | +/-     |
| Partido                 | Partido                     | Votos              | %                  | +/-                | Votos            | %                | +/-              | Deputados | +/-     |
| ----------------------- | --------------------------- | ------------------ | ------------------ | ------------------ | ---------------- | ---------------- | ---------------- | --------- | ------- |
|                         | Partido Social-Democrata    | 104 718            | 31,7 / 100,0       | 8,9                | 88 823           | 26,8 / 100,0     | 8,8              | 2 / 6     | Estável |
|                         | União Democrata-Cristã      | 80 835             | 24,5 / 100,0       | 5,1                | 83 076           | 25,0 / 100,0     | 4,3              | 1 / 6     | 1       |
|                         | A Esquerda                  | 39 463             | 12,0 / 100,0       | 3,3                | 44 725           | 13,5 / 100,0     | 3,4              | 1 / 6     | Estável |
|                         | Aliança 90/Os Verdes        | 33 331             | 10,1 / 100,0       | 1,4                | 36 639           | 11,0 / 100,0     | 1,1              | 1 / 6     | Estável |
|                         | Alternativa para a Alemanha | 31 055             | 9,4 / 100,0        | 6,1                | 33 320           | 10,0 / 100,0     | 6,3              | 1 / 6     | 1       |
|                         | Partido Democrático Liberal | 30 422             | 9,2 / 100,0        | 7,3                | 30 895           | 9,3 / 100,0      | 5,9              | 0 / 6     | Estável |
|                         | O Partido                   | 7 692              | 2,3 / 100,0        | 1,9                | 5 385            | 1,6 / 100,0      | 1,2              | 0 / 6     | Estável |
|                         | Outros                      | 2 598              | 0,8 / 100,0        |                    | 8 876            | 2,8 / 100,0      |                  | 0 / 6     |         |
| Votos Inválidos         | Votos Inválidos             | 5 266              | 1,6 / 100,0        | 0,3                | 3 641            | 1,1 / 100,0      | Estável          |           |         |
| Total                   | Total                       | 335 380            | 100,0 / 100,0      |                    | 335 380          | 100,0 / 100,0    |                  | 6 / 6     |         |
| Eleitorado/Participação | Eleitorado/Participação     | 474 097            | 474 097            | 474 097            | 474 097          | 70,7 / 100,0     | 1,9              |           |         |

### Hamburgo
| Partido                 | Partido                     | Distrito Eleitoral | Distrito Eleitoral | Distrito Eleitoral | Lista de Partido | Lista de Partido | Lista de Partido | Deputados | +/-     |
| Partido                 | Partido                     | Votos              | %                  | +/-                | Votos            | %                | +/-              | Deputados | +/-     |
| ----------------------- | --------------------------- | ------------------ | ------------------ | ------------------ | ---------------- | ---------------- | ---------------- | --------- | ------- |
|                         | União Democrata-Cristã      | 277 422            | 28,5 / 100,0       | 5,9                | 266 292          | 27,2 / 100,0     | 4,9              | 4 / 16    | 1       |
|                         | Partido Social-Democrata    | 311 439            | 32,0 / 100,0       | 5,8                | 229 995          | 23,5 / 100,0     | 8,9              | 5 / 16    | Estável |
|                         | Aliança 90/Os Verdes        | 114 270            | 11,7 / 100,0       | 1,1                | 136 189          | 13,9 / 100,0     | 1,2              | 2 / 16    | Estável |
|                         | A Esquerda                  | 105 135            | 10,8 / 100,0       | 3,3                | 118 925          | 12,2 / 100,0     | 3,4              | 2 / 16    | 1       |
|                         | Partido Democrático Liberal | 69 149             | 7,1 / 100,0        | 5,1                | 105 327          | 10,8 / 100,0     | 6,0              | 2 / 16    | 2       |
|                         | Alternativa para a Alemanha | 71 405             | 7,3 / 100,0        | 3,9                | 76 377           | 7,8 / 100,0      | 3,6              | 1 / 16    | 1       |
|                         | O Partido                   | 11 398             | 1,2 / 100,0        | 0,8                | 15 337           | 1,6 / 100,0      | 0,9              | 0 / 16    |         |
|                         | Outros                      | 14 285             | 1,4 / 100,0        |                    | 28 828           | 3,1 / 100,0      |                  | 0 / 16    |         |
| Votos Inválidos         | Votos Inválidos             | 9 879              | 1,0 / 100,0        | 0,2                | 7 112            | 0,7 / 100,0      | 0,5              |           |         |
| Total                   | Total                       | 984 382            | 100,0 / 100,0      |                    | 984 382          | 100,0 / 100,0    |                  | 16 / 16   | 3       |
| Eleitorado/Participação | Eleitorado/Participação     | 1 296 624          | 1 296 624          | 1 296 624          | 1 296 624        | 75,9 / 100,0     | 5,6              |           |         |

### Hesse
| Partido                 | Partido                      | Distrito Eleitoral | Distrito Eleitoral | Distrito Eleitoral | Lista de Partido | Lista de Partido | Lista de Partido | Deputados | +/-     |
| Partido                 | Partido                      | Votos              | %                  | +/-                | Votos            | %                | +/-              | Deputados | +/-     |
| ----------------------- | ---------------------------- | ------------------ | ------------------ | ------------------ | ---------------- | ---------------- | ---------------- | --------- | ------- |
|                         | União Democrata-Cristã       | 1 185 486          | 35,4 / 100,0       | 9,1                | 1 033 259        | 30,9 / 100,0     | 8,3              | 17 / 50   | 4       |
|                         | Partido Social-Democrata     | 974 912            | 29,2 / 100,0       | 5,2                | 788 327          | 23,5 / 100,0     | 5,3              | 12 / 50   | 4       |
|                         | Alternativa para a Alemanha  | 375 534            | 11,2 / 100,0       | 10,0               | 398 864          | 11,9 / 100,0     | 6,3              | 6 / 50    | 6       |
|                         | Partido Democrático Liberal  | 238 424            | 7,1 / 100,0        | 4,5                | 386 786          | 11,6 / 100,0     | 6,0              | 6 / 50    | 6       |
|                         | Aliança 90/Os Verdes         | 270 215            | 8,1 / 100,0        | 0,6                | 323 657          | 9,7 / 100,0      | 0,2              | 5 / 50    | Estável |
|                         | A Esquerda                   | 220 038            | 6,6 / 100,0        | 1,3                | 271 182          | 8,1 / 100,0      | 2,1              | 4 / 50    | 1       |
|                         | Partido dos Direitos Animais |                    |                    |                    | 34 041           | 1,0 / 100,0      | -                | 0 / 50    | Estável |
|                         | Eleitores Livres             | 48 190             | 1,4 / 100,0        | 1,1                | 28 473           | 0,9 / 100,0      | 0,1              | 0 / 50    | Estável |
|                         | Outros                       | 31 657             | 0,9 / 100,0        |                    | 84 370           | 2,5 / 100,0      |                  | 0 / 50    |         |
| Votos Inválidos         | Votos Inválidos              | 51 055             | 1,5 / 100,0        | 1,3                | 46 732           | 1,4 / 100,0      | 1,2              |           |         |
| Total                   | Total                        | 3 395 511          | 100,0 / 100,0      |                    | 3 395 511        | 100,0 / 100,0    |                  | 50 / 50   | 5       |
| Eleitorado/Participação | Eleitorado/Participação      | 4 409 241          | 4 409 241          | 4 409 241          | 4 409 241        | 77,0 / 100,0     | 3,8              |           |         |

### Mecklemburgo-Pomerânia Ocidental
| Partido                 | Partido                      | Distrito Eleitoral | Distrito Eleitoral | Distrito Eleitoral | Lista de Partido | Lista de Partido | Lista de Partido | Deputados | +/-     |
| Partido                 | Partido                      | Votos              | %                  | +/-                | Votos            | %                | +/-              | Deputados | +/-     |
| ----------------------- | ---------------------------- | ------------------ | ------------------ | ------------------ | ---------------- | ---------------- | ---------------- | --------- | ------- |
|                         | União Democrata-Cristã       | 316 720            | 34,2 / 100,0       | 10,2               | 307 302          | 33,1 / 100,0     | 9,4              | 6 / 16    | Estável |
|                         | Alternativa para a Alemanha  | 168 451            | 18,2 / 100,0       | 18,2               | 172 415          | 18,6 / 100,0     | 13,0             | 3 / 16    | 3       |
|                         | A Esquerda                   | 171 112            | 18,5 / 100,0       | 5,1                | 165 350          | 17,8 / 100,0     | 3,7              | 3 / 16    | Estável |
|                         | Partido Social-Democrata     | 161 399            | 17,4 / 100,0       | 1,7                | 139 656          | 15,1 / 100,0     | 2,7              | 2 / 16    | 1       |
|                         | Partido Democrático Liberal  | 43 916             | 4,7 / 100,0        | 3,3                | 57 913           | 6,2 / 100,0      | 4,0              | 1 / 16    | 1       |
|                         | Aliança 90/Os Verdes         | 33 765             | 3,6 / 100,0        | 0,2                | 39 518           | 4,3 / 100,0      | Estável          | 1 / 16    | Estável |
|                         | Partido dos Direitos Animais | 2 160              | 0,2 / 100,0        | -                  | 12 464           | 1,3 / 100,0      | -                | 0 / 16    | Estável |
|                         | Partido Nacional Democrático | 7 979              | 0,9 / 100,0        | 2,5                | 10 418           | 1,1 / 100,0      | 1,6              | 0 / 16    | Estável |
|                         | O Partido                    | 4 613              | 0,5 / 100,0        | -                  | 9 325            | 1,0 / 100,0      | -                | 0 / 16    | Estável |
|                         | Eleitores Livres             | 13 794             | 1,5 / 100,0        | 0,1                | 7 535            | 0,8 / 100,0      | 0,1              | 0 / 16    | Estável |
|                         | Outros                       | 2 968              | 0,4 / 100,0        |                    | 5 625            | 0,5 / 100,0      |                  | 0 / 16    |         |
| Votos Inválidos         | Votos Inválidos              | 11 771             | 1,3 / 100,0        | 0,5                | 11 127           | 1,2 / 100,0      | 0,4              |           |         |
| Total                   | Total                        | 938 648            | 100,0 / 100,0      |                    | 938 648          | 100,0 / 100,0    |                  | 16 / 16   | 3       |
| Eleitorado/Participação | Eleitorado/Participação      | 1 323 999          | 1 323 999          | 1 323 999          | 1 323 999        | 70,9 / 100,0     | 5,6              |           |         |

### Renânia do Norte-Vestfália
| Partido                 | Partido                     | Distrito Eleitoral | Distrito Eleitoral | Distrito Eleitoral | Lista de Partido | Lista de Partido | Lista de Partido | Deputados | +/- |
| Partido                 | Partido                     | Votos              | %                  | +/-                | Votos            | %                | +/-              | Deputados | +/- |
| ----------------------- | --------------------------- | ------------------ | ------------------ | ------------------ | ---------------- | ---------------- | ---------------- | --------- | --- |
|                         | União Democrata-Cristã      | 3 756 833          | 38,3 / 100,0       | 5,5                | 3 214 208        | 32,6 / 100,0     | 7,2              | 42 / 142  | 21  |
|                         | Partido Social-Democrata    | 3 074 008          | 31,3 / 100,0       | 5,4                | 2 558 224        | 26,0 / 100,0     | 5,9              | 41 / 142  | 11  |
|                         | Partido Democrático Liberal | 787 317            | 8,0 / 100,0        | 5,6                | 1 292 744        | 13,1 / 100,0     | 7,9              | 20 / 142  | 20  |
|                         | Alternativa para a Alemanha | 799 713            | 8,1 / 100,0        | 6,3                | 928 323          | 9,4 / 100,0      | 5,5              | 15 / 142  | 15  |
|                         | Aliança 90/Os Verdes        | 641 388            | 6,5 / 100,0        | 0,1                | 745 082          | 7,6 / 100,0      | 0,4              | 12 / 142  | 1   |
|                         | A Esquerda                  | 626 694            | 6,4 / 100,0        | 1,3                | 736 898          | 7,5 / 100,0      | 1,4              | 12 / 142  | 2   |
|                         | Outros                      | 128 501            | 1,4 / 100,0        |                    | 378 138          | 3,7 / 100,0      |                  | 0 / 142   |     |
| Votos Inválidos         | Votos Inválidos             | 124 949            | 1,3 / 100,0        | 0,1                | 85 785           | 0,9 / 100,0      | 0,2              |           |     |
| Total                   | Total                       | 9 939 403          | 100,0 / 100,0      |                    | 9 939 403        | 100,0 / 100,0    |                  | 142 / 142 | 4   |
| Eleitorado/Participação | Eleitorado/Participação     | 13 174 480         | 13 174 480         | 13 174 480         | 13 174 480       | 75,4 / 100,0     | 2,9              |           |     |

### Renânia-Palatinado
| Partido                 | Partido                     | Distrito Eleitoral | Distrito Eleitoral | Distrito Eleitoral | Lista de Partido | Lista de Partido | Lista de Partido | Deputados | +/-     |
| Partido                 | Partido                     | Votos              | %                  | +/-                | Votos            | %                | +/-              | Deputados | +/-     |
| ----------------------- | --------------------------- | ------------------ | ------------------ | ------------------ | ---------------- | ---------------- | ---------------- | --------- | ------- |
|                         | União Democrata-Cristã      | 932 351            | 39,6 / 100,0       | 7,0                | 846 046          | 35,9 / 100,0     | 7,4              | 14 / 37   | 2       |
|                         | Partido Social-Democrata    | 676 386            | 28,8 / 100,0       | 3,7                | 570 582          | 24,2 / 100,0     | 3,3              | 9 / 37    | 1       |
|                         | Alternativa para a Alemanha | 223 724            | 9,5 / 100,0        | 9,2                | 265 711          | 11,2 / 100,0     | 6,4              | 4 / 37    | 4       |
|                         | Partido Democrático Liberal | 161 568            | 6,9 / 100,0        | 4,0                | 245 217          | 10,4 / 100,0     | 4,9              | 4 / 37    | 4       |
|                         | Aliança 90/Os Verdes        | 140 896            | 6,0 / 100,0        | 0,1                | 179 219          | 7,6 / 100,0      | Estável          | 3 / 37    | Estável |
|                         | A Esquerda                  | 133 326            | 5,7 / 100,0        | 0,9                | 160 857          | 6,8 / 100,0      | 1,4              | 3 / 37    | 1       |
|                         | Eleitores Livres            | 54 290             | 2,3 / 100,0        | 0,1                | 32 247           | 1,4 / 100,0      | 0,1              | 0 / 37    | Estável |
|                         | O Partido                   | 10 964             | 0,5 / 100,0        | 0,4                | 23 857           | 1,0 / 100,0      | -                | 0 / 37    | Estável |
|                         | Outros                      | 18 412             | 0,8 / 100,0        |                    | 36 803           | 1,6 / 100,0      |                  | 0 / 37    |         |
| Votos Inválidos         | Votos Inválidos             | 40 254             | 1,7 / 100,0        | 0,6                | 29 632           | 1,2 / 100,0      | 0,5              |           |         |
| Total                   | Total                       | 2 392 171          | 100,0 / 100,0      |                    | 2 392 171        | 100,0 / 100,0    |                  | 37 / 37   | 6       |
| Eleitorado/Participação | Eleitorado/Participação     | 3 081 062          | 3 081 062          | 3 081 062          | 3 081 062        | 77,6 / 100,0     | 4,8              |           |         |

### Sarre
| Partido                 | Partido                     | Distrito Eleitoral | Distrito Eleitoral | Distrito Eleitoral | Lista de Partido | Lista de Partido | Lista de Partido | Deputados | +/-     |
| Partido                 | Partido                     | Votos              | %                  | +/-                | Votos            | %                | +/-              | Deputados | +/-     |
| ----------------------- | --------------------------- | ------------------ | ------------------ | ------------------ | ---------------- | ---------------- | ---------------- | --------- | ------- |
|                         | União Democrata-Cristã      | 211 817            | 36,2 / 100,0       | 5,5                | 189 547          | 32,4 / 100,0     | 5,4              | 3 / 10    | 1       |
|                         | Partido Social-Democrata    | 184 491            | 31,5 / 100,0       | 4,0                | 158 891          | 27,2 / 100,0     | 3,8              | 3 / 10    | Estável |
|                         | A Esquerda                  | 65 705             | 11,2 / 100,0       | 2,5                | 75 439           | 12,9 / 100,0     | 2,9              | 1 / 10    | Estável |
|                         | Alternativa para a Alemanha | 54 576             | 9,3 / 100,0        | 4,9                | 58 912           | 10,1 / 100,0     | 4,9              | 1 / 10    | 1       |
|                         | Partido Democrático Liberal | 27 624             | 4,7 / 100,0        | 3,2                | 44 468           | 7,6 / 100,0      | 3,8              | 1 / 10    | 1       |
|                         | Aliança 90/Os Verdes        | 26 120             | 4,5 / 100,0        | 0,6                | 35 120           | 6,0 / 100,0      | 0,3              | 1 / 10    | Estável |
|                         | O Partido                   | 3 950              | 0,7 / 100,0        | -                  | 7 458            | 1,3 / 100,0      | -                | 0 / 10    | Estável |
|                         | Eleitores Livres            | 6 959              | 1,2 / 100,0        | -                  | 4 821            | 0,8 / 100,0      | -                | 0 / 10    | Estável |
|                         | Outros                      | 4 085              | 0,7 / 100,0        |                    | 10 548           | 1,9 / 100,0      |                  | 0 / 10    |         |
| Votos Inválidos         | Votos Inválidos             | 10 014             | 1,7 / 100,0        | 1,0                | 10 137           | 1,7 / 100,0      | 0,9              |           |         |
| Total                   | Total                       | 595 341            | 100,0 / 100,0      |                    | 595 341          | 100,0 / 100,0    |                  | 10 / 10   | 1       |
| Eleitorado/Participação | Eleitorado/Participação     | 777 263            | 777 263            | 777 263            | 777 263          | 76,6 / 100,0     | 4,1              |           |         |

### Saxônia
| Partido                 | Partido                      | Distrito Eleitoral | Distrito Eleitoral | Distrito Eleitoral | Lista de Partido | Lista de Partido | Lista de Partido | Deputados | +/-     |
| Partido                 | Partido                      | Votos              | %                  | +/-                | Votos            | %                | +/-              | Deputados | +/-     |
| ----------------------- | ---------------------------- | ------------------ | ------------------ | ------------------ | ---------------- | ---------------- | ---------------- | --------- | ------- |
|                         | Alternativa para a Alemanha  | 628 016            | 25,4 / 100,0       | 25,4               | 669 895          | 27,0 / 100,0     | 20,2             | 11 / 38   | 11      |
|                         | União Democrata-Cristã       | 756 133            | 30,6 / 100,0       | 15,9               | 665 688          | 26,9 / 100,0     | 15,7             | 12 / 38   | 5       |
|                         | A Esquerda                   | 432 791            | 17,5 / 100,0       | 4,0                | 398 731          | 16,1 / 100,0     | 3,9              | 6 / 38    | 2       |
|                         | Partido Social-Democrata     | 289 067            | 11,7 / 100,0       | 4,5                | 261 076          | 10,5 / 100,0     | 4,1              | 4 / 38    | 2       |
|                         | Partido Democrático Liberal  | 165 441            | 6,7 / 100,0        | 4,3                | 203 411          | 8,2 / 100,0      | 5,1              | 3 / 38    | 3       |
|                         | Aliança 90/Os Verdes         | 112 274            | 4,5 / 100,0        | Estável            | 113 572          | 4,6 / 100,0      | 0,3              | 2 / 38    | Estável |
|                         | Partido dos Direitos Animais |                    |                    |                    | 35 100           | 1,4 / 100,0      | -                | 0 / 38    | Estável |
|                         | O Partido                    | 21 469             | 0,9 / 100,0        | 0,7                | 32 014           | 1,3 / 100,0      | -                | 0 / 38    | Estável |
|                         | Partido Nacional Democrático | 4 080              | 0,2 / 100,0        | 4,1                | 28 434           | 1,1 / 100,0      | 2,2              | 0 / 38    | Estável |
|                         | Eleitores Livres             | 13 761             | 0,6 / 100,0        | 0,6                | 27 443           | 1,1 / 100,0      | 0,4              | 0 / 38    | Estável |
|                         | Outros                       | 46 598             | 1,8 / 100,0        |                    | 43 912           | 1,8 / 100,0      |                  | 0 / 38    |         |
| Votos Inválidos         | Votos Inválidos              | 40 149             | 1,6 / 100,0        | 0,3                | 30 503           | 1,2 / 100,0      | 0,3              |           |         |
| Total                   | Total                        | 2 509 779          | 100,0 / 100,0      |                    | 2 509 779        | 100,0 / 100,0    |                  | 38 / 38   | 5       |
| Eleitorado/Participação | Eleitorado/Participação      | 3 328 669          | 3 328 669          | 3 328 669          | 3 328 669        | 75,4 / 100,0     | 5,9              |           |         |

### Saxônia-Anhalt
| Partido                 | Partido                        | Distrito Eleitoral | Distrito Eleitoral | Distrito Eleitoral | Lista de Partido | Lista de Partido | Lista de Partido | Deputados | +/-     |
| Partido                 | Partido                        | Votos              | %                  | +/-                | Votos            | %                | +/-              | Deputados | +/-     |
| ----------------------- | ------------------------------ | ------------------ | ------------------ | ------------------ | ---------------- | ---------------- | ---------------- | --------- | ------- |
|                         | União Democrata-Cristã         | 401 440            | 32,4 / 100,0       | 9,4                | 377 236          | 30,3 / 100,0     | 10,9             | 9 / 23    | Estável |
|                         | Alternativa para a Alemanha    | 210 098            | 16,9 / 100,0       | 15,5               | 244 431          | 19,6 / 100,0     | 15,4             | 4 / 23    | 4       |
|                         | A Esquerda                     | 238 022            | 19,2 / 100,0       | 6,2                | 220 999          | 17,8 / 100,0     | 5,1              | 4 / 23    | 1       |
|                         | Partido Social-Democrata       | 213 035            | 17,2 / 100,0       | 2,4                | 188 943          | 15,2 / 100,0     | 3,0              | 3 / 23    | 1       |
|                         | Partido Democrático Liberal    | 81 190             | 6,5 / 100,0        | 4,7                | 96 493           | 7,8 / 100,0      | 5,2              | 2 / 23    | 2       |
|                         | Aliança 90/Os Verdes           | 38 951             | 3,1 / 100,0        | 0,2                | 46 233           | 3,7 / 100,0      | 0,3              | 1 / 23    | Estável |
|                         | Aliança pelos Direitos Animais | 4 100              | 0,3 / 100,0        | Novo               | 18 720           | 1,5 / 100,0      | Novo             | 0 / 23    | Estável |
|                         | Eleitores Livres               | 28 161             | 2,3 / 100,0        | 0,8                | 14 388           | 1,2 / 100,0      | 0,2              | 0 / 23    | Estável |
|                         | O Partido                      | 2 186              | 0,2 / 100,0        | -                  | 13 553           | 1,1 / 100,0      | -                | 0 / 23    | Estável |
|                         | Partido Nacional Democrático   | 15 352             | 1,2 / 100,0        | 1,0                | 9 738            | 0,8 / 100,0      | 1,4              | 0 / 23    | Estável |
|                         | Outros                         | 7 871              | 0,9 / 100,0        |                    | 14 123           | 1,1 / 100,0      |                  | 0 / 23    |         |
| Votos Inválidos         | Votos Inválidos                | 23 006             | 1,8 / 100,0        | Estável            | 18 555           | 1,5 / 100,0      | 0,1              |           |         |
| Total                   | Total                          | 1 263 412          | 100,0 / 100,0      |                    | 1 263 412        | 100,0 / 100,0    |                  | 23 / 23   | 4       |
| Eleitorado/Participação | Eleitorado/Participação        | 1 854 982          | 1 854 982          | 1 854 982          | 1 854 982        | 68,1 / 100,0     | 6,0              |           |         |

### Schleswig-Holstein
| Partido                 | Partido                     | Distrito Eleitoral | Distrito Eleitoral | Distrito Eleitoral | Lista de Partido | Lista de Partido | Lista de Partido | Deputados | +/-     |
| Partido                 | Partido                     | Votos              | %                  | +/-                | Votos            | %                | +/-              | Deputados | +/-     |
| ----------------------- | --------------------------- | ------------------ | ------------------ | ------------------ | ---------------- | ---------------- | ---------------- | --------- | ------- |
|                         | União Democrata-Cristã      | 681 381            | 39,8 / 100,0       | 3,8                | 582 398          | 34,0 / 100,0     | 5,2              | 10 / 26   | 1       |
|                         | Partido Social-Democrata    | 492 748            | 28,8 / 100,0       | 7,9                | 399 121          | 23,3 / 100,0     | 8,2              | 6 / 26    | 3       |
|                         | Partido Democrático Liberal | 131 501            | 7,7 / 100,0        | 5,4                | 216 503          | 12,6 / 100,0     | 7,0              | 3 / 26    | 3       |
|                         | Aliança 90/Os Verdes        | 163 407            | 9,6 / 100,0        | 2,7                | 205 215          | 12,0 / 100,0     | 2,6              | 3 / 26    | Estável |
|                         | Alternativa para a Alemanha | 128 535            | 7,5 / 100,0        | 3,9                | 140 238          | 8,2 / 100,0      | 3,6              | 2 / 26    | 2       |
|                         | A Esquerda                  | 90 497             | 5,3 / 100,0        | 1,2                | 124 593          | 7,3 / 100,0      | 2,1              | 2 / 26    | 1       |
|                         | O Partido                   | 3 995              | 0,2 / 100,0        | -                  | 20 693           | 1,2 / 100,0      | .                | 0 / 26    | Estável |
|                         | Outros                      | 18 945             | 1,0 / 100,0        |                    | 24 898           | 1,3 / 100,0      |                  | 0 / 26    |         |
| Votos Inválidos         | Votos Inválidos             | 16 451             | 1,0 / 100,0        | 0,1                | 13 801           | 0,8 / 100,0      | 0,3              |           |         |
| Total                   | Total                       | 1 727 460          | 100,0 / 100,0      |                    | 1 727 460        | 100,0 / 100,0    |                  | 26 / 26   | 2       |
| Eleitorado/Participação | Eleitorado/Participação     | 2 258 129          | 2 258 129          | 2 258 129          | 2 258 129        | 76,5 / 100,0     | 3,4              |           |         |

### Turíngia
| Partido                 | Partido                      | Distrito Eleitoral | Distrito Eleitoral | Distrito Eleitoral | Lista de Partido | Lista de Partido | Lista de Partido | Deputados | +/-     |
| Partido                 | Partido                      | Votos              | %                  | +/-                | Votos            | %                | +/-              | Deputados | +/-     |
| ----------------------- | ---------------------------- | ------------------ | ------------------ | ------------------ | ---------------- | ---------------- | ---------------- | --------- | ------- |
|                         | União Democrata-Cristã       | 408 493            | 31,6 / 100,0       | 9,7                | 372 216          | 28,8 / 100,0     | 10,0             | 8 / 22    | 1       |
|                         | Alternativa para a Alemanha  | 291 450            | 22,5 / 100,0       | 20,5               | 294 045          | 22,7 / 100,0     | 16,5             | 5 / 22    | 5       |
|                         | A Esquerda                   | 227 167            | 17,6 / 100,0       | 6,7                | 218 183          | 16,9 / 100,0     | 6,5              | 3 / 22    | 2       |
|                         | Partido Social-Democrata     | 188 781            | 14,6 / 100,0       | 4,6                | 171 011          | 13,2 / 100,0     | 2,9              | 3 / 22    | Estável |
|                         | Partido Democrático Liberal  | 71 589             | 5,5 / 100,0        | 3,9                | 101 114          | 7,8 / 100,0      | 5,2              | 2 / 22    | 2       |
|                         | Aliança 90/Os Verdes         | 46 921             | 3,6 / 100,0        | 0,1                | 53 338           | 4,1 / 100,0      | 0,8              | 1 / 22    | Estável |
|                         | Eleitores Livres             | 33 690             | 2,6 / 100,0        | 1,5                | 21 091           | 1,6 / 100,0      | 0,2              | 0 / 22    | Estável |
|                         | O Partido                    | 3 688              | 0,3 / 100,0        | -                  | 19 094           | 1,5 / 100,0      | -                | 0 / 22    | Estável |
|                         | Partido Nacional Democrático | 3 191              | 0,2 / 100,0        | 3,5                | 16 091           | 1,2 / 100,0      | 2,0              | 0 / 22    | Estável |
|                         | Outros                       | 17 613             | 1,3 / 100,0        |                    | 28 106           | 2,2 / 100,0      |                  | 0 / 22    |         |
| Votos Inválidos         | Votos Inválidos              | 19 473             | 1,5 / 100,0        | 0,3                | 17 767           | 1,4 / 100,0      | 0,2              |           |         |
| Total                   | Total                        | 1 312 056          | 100,0 / 100,0      |                    | 1 312 056        | 100,0 / 100,0    |                  | 22 / 22   | 4       |
| Eleitorado/Participação | Eleitorado/Participação      | 1 765 814          | 1 765 814          | 1 765 814          | 1 765 814        | 74,3 / 100,0     | 6,1              |           |         |